# Eisenstein (Wisconsin)
Eisenstein es un pueblo ubicado en el condado de Price en el estado estadounidense de Wisconsin. En el Censo de 2010 tenía una población de 630 habitantes y una densidad poblacional de 3,19 personas por km².

## Geografía
Eisenstein se encuentra ubicado en las coordenadas 45°56′15″N 90°18′12″O / 45.93750, -90.30333. Según la Oficina del Censo de los Estados Unidos, Eisenstein tiene una superficie total de 197.68 km², de la cual 194.29 km² corresponden a tierra firme y (1.71%) 3.39 km² es agua.

## Demografía
Según el censo de 2010, había 630 personas residiendo en Eisenstein. La densidad de población era de 3,19 hab./km². De los 630 habitantes, Eisenstein estaba compuesto por el 99.37% blancos, el 0% eran afroamericanos, el 0.32% eran amerindios, el 0.16% eran asiáticos, el 0% eran isleños del Pacífico, el 0% eran de otras razas y el 0.16% pertenecían a dos o más razas. Del total de la población el 1.43% eran hispanos o latinos de cualquier raza.